# Gaugino
En física de partículas, un gaugino es un hipotético fermión supercompañero del campo de gauge predicho por Teoría de campo de gauge combinada con supersimetría.
En la mínima extensión supersimétrica del Modelo estándar, hay diversos tipos de gauginos:
- El gluino es el supercompañero del gluón y, por tanto, lleva carga de color.
- El gravitino es el supercompañero del gravitón.
- El wino y el zino son, respectivamente, los supercompañeros de los bosones W y Z de los campos de gauge SU(2)L.
- El bino es el supercompañero del campo de gauge U(1) correspondiente a la hipercarga débil.

Los gauginos combinan con los higgsinos, el supercompañero del bosón de Higgs, para formar combinaciones lineales ("estados propios másicos") llamados neutralinos (eléctricamente neutros) y charginos (eléctricamente cargados). En muchos modelos, la partícula supersimétrica más ligera (LSP, por sus siglas en inglés), a menudo un neutralino como el fotino, es estable. En ese caso, es una WIMP y una candidata para la materia oscura.